# Typ idealny
Typ idealny – według Maxa Webera to pewien abstrakcyjny model składający się z cech istotnych danego zjawiska społecznego, jednak w czystej postaci nie występujący w rzeczywistości. Koncepcja typu idealnego miała pozwalać na porównywanie ze sobą różnych zjawisk społecznych względem owych abstrakcyjnych form, np. konkretnej formy władzy do typu panowania.
Weber wprowadził pojęcie typu idealnego m.in. przy analizie biurokracji, czy rozpatrując typy przywództwa. Mniej znane są jego typy idealne postaw religijnych.

## Interpretacja typu idealnego Maxa Webera
Typy idealne Maxa Webera są interpretowane jako definicje zbyt ograniczone, odnoszące się tylko do teleologicznej strony działania, możliwości osiągnięcia celu we wszystkich jego wymiarach. Ich domyśla klasyfikacja, w rosnącym porządku racjonalności, wychodzi z bardzo słabo zracjonalizowanego poziomu zwyczaju (nie wiadomo, dlaczego podporządkowujemy się rutynie, korzystamy jednak ze środków) i podąża ku poziomowi afektu (który poza środkami przyznaje kres działaniu), a następnie wartości (czynność jest kierowana znaczeniem, ale bez zdawania sprawy z konsekwencji działań), aby zakończyć się wraz z racjonalną czynnością (gama czynności jest kompletna: środki-cele-wartości-konsekwencje). Rozwój racjonalności pozwolił człowiekowi wyrwać się z solidarnego z kosmosem świata tradycji i emocji i wytworzyć społeczeństwa nowoczesne, kierowane przede wszystkim wartościami religijnymi, a także racjonalnością biurokratyczną. Ten rozwój jest czasem uważany za szkodliwy przez Webera, który w swoich pesymistycznych pracach opisuje świat gubiący sens, wydany na autonomizację sfer działania, niezdolnych do wytwarzania wspólnego świata, do komunikowania się, ponieważ nie widzi, że ludzie dysponują zdolnościami wytwarzania sensu niezależnie od okoliczności.

## Typy prawomocnego panowania Maxa Webera
Weber wymienia trzy idealne typy legitymizacji panowania. Odpowiadają one władzy:
1. racjonalnej (legalnej) – opartej na przekonaniu o legalności zasad i normatywnych reguł sprawowania władzy oraz prawie tych, którzy zgodnie z nimi sprawują władzę do wykonania poleceń;
2. tradycjonalnej – związanej silnie z przekonaniem o świętości nieprzemijającej tradycji i legitymizacji statusu tych, którzy sprawują zgodnie z nią władzę;
3. charyzmatycznej – opartej na pewnych specyficznych i wyjątkowych cechach charakteru, heroizmie, świętości danej jednostki, a także na normatywnych wzorach postępowania i wynikającego z nich ładu jaki ona objawiła lub ustanowiła.